# روز موعود خواهد آمد
روز موعود خواهد آمد (به انگلیسی: The Day Shall Come) یک فیلم کمدی انگلیسی-آمریکایی-استرالیایی ۲۰۱۹ به کارگردانی کریس موریس است

## بازیگران
- مارتنت دیویس به عنوان موسی الشباز، یک واعظ فقیر
- آنا کندریک به عنوان کندرا گلک، یکی از مجریان FBI
- دانیل بروکس به عنوان ونوس الشباز، همسر موسی
- دنیس اوهار به عنوان اندی ماد، رئیس گلاک
- جیم گفیگان به عنوان لمی، نئو نازی
- مایلز رابینز به عنوان جاش
- پژ وحدت به عنوان نورا
- آدام دیوید تامپسون به عنوان استیوی
- کیوان نواک به عنوان رضا مغازه دار
- موسی کریش به عنوان مالک
- جیمز آدومیان به عنوان ستمونک، افسر پلیس
- مالکوم میس به عنوان ایکس

## تولید
این فیلم در سال ۲۰۱۷ و ۲۰۱۸ در جمهوری دومینیکن به صورت مخفیانه فیلمبرداری شد. فیلم‌برداری باقیمانده در مارس ۲۰۱۸ انجام شد.

## انتشار
این فیلم در یازدهم مارس ۲۰۱۹، در جنوب از جنوب غربی به نمایش رسید. در ۲۷ سپتامبر ۲۰۱۹ در ایالات متحده و از ۱۱ اکتبر ۲۰۱۹ در پادشاهی انگلستان منتشر شد.